# Alain Jessua
Alain Jessua (nacido Alain Rene Sando Jessua París, Francia, 16 de enero de 1932 - Évreux, Eure, Francia, 30 de noviembre de 2017) fue un director de cine, productor, guionista y novelista francés. Contemporáneo, pero no miembro, de la nouvelle vague a lo largo de su trayectoria dirigió nueve largometrajes que se caracterizan por abordar géneros dispares, como el policial, la ciencia ficción, el thriller y la comedia, con planteamientos originales y mostrando una visión crítica de la sociedad y de su tiempo.
Obtuvo 5 nominaciones, incluida la Palma de Oro del Festival de Cannes (1967) por su película Jeu de massacre, y 6 galardones entre los que destacan los recibidos a mejor guion en Cannes (1967) y Fantasporto (1985), el Premio Jean Vigo por su cortometraje Léon la lune (1957) y el premio a mejor debut en el Festival de Venecia por La vie à l'envers (1964).

## Biografía
Alain Jessua comenzó su trayectoria cinematográfica como ayudante de dirección de los realizadores Max Ophüls, Marcel Carné, Yves Allégret y Jacques Becker. En 1956 dirigió su primer y único cortometraje, Léon la lune, por el que obtuvo el premio Jean Vigo en 1957. Con 16 minutos de duración la trama muestra el día común y corriente de un vagabundo en París con una visión poético-realista acompañada por la guitarra de Henri Crolla.
Años más tarde, en 1964, su primer largometraje (convertido en película de «culto» por los cinéfilos) es doblemente premiado en los festivales de Cannes y Venecia: La vie a l'envers, interpretado por Charles Denner, Anna Gaylor y Jean Yanne. La trama muestra a un inadaptado quien, encontrando el mundo de sus sueños más preferible que el mundo real, paulatinamente se encierra más y más en sí mismo hasta que quienes lo rodean, incluida su prometida, quedan completamente excluidos.
A partir de entonces Jessua proseguirá su trayectoria con una serie de largometrajes autoproducidos: Jeu de massacre (1967), es una comedia interpretada por Jean-Pierre Cassel, Claudine Auger, Michel Duchaussoy y Eléonore Hirt, que obtuvo el premio al mejor guion en el Festival de Cannes. La trama se centra en un matrimonio de historietistas en dificultades económicas que reciben la invitación de un rico admirador para acudir a su lujosa mansión de Neuchâtel con la intención de que puedan crear un nuevo personaje animado. Pronto el anfitrión se entrometerá tanto en sus vidas que la pareja no llegará a distinguir entre realidad y ficción.
La película de intriga y terror Traitement de choc (1973), interpretada por Alain Delon, Annie Girardot, Robert Hirsch y Michel Duchaussoy obtuvo una amplia repercusión comercial. Hélène Masson es guapa, inteligente y rica gracias a su empresa de ropa femenina. Pero tiene 38 años, se siente cansada de su ritmo de vida y temerosa ante los primeros signos de envejecimiento. Siguiendo el consejo de su mejor amigo, Jérôme, lo acompaña a un exclusivo instituto de talasoterapia ubicado en un lugar idílico junto al océano. Su acaudalada clientela acuden allí para beneficiarse del nuevo descubrimiento de los doctores: un preparado a base de células animales capaz de obrar el milagro del rejuvenecimiento. Sin embargo Hélène empieza a sospechar que algo terrible sucede allí cuando aparece el cuerpo de Jéròme destrozado entre las rocas y percibe que los trabajadores inmigrantes del centro desaparecen sin dejar rastro.
En un cambio de registro Jessua dirigió Armaguedon (1977), basada en la novela homónima de David Lippincott e interpretada por Alain Delon, Jean Yanne y Michel Duchaussoy, cinta en la que un detective de Interpol sigue la pista de un desequilibrado que envía cartas amenazadoras a la policía y el gobierno bajo el seudónimo de "Armaguedon". Con el fin de poder atraparle, tras poner en jaque a la policía en distintos lugares, esta decide tenderle una trampa con motivo de una conferencia de líderes internacionales prevista en París.
Su siguiente proyecto, Les Chiens (1979), es una un drama sobre la inseguridad con guion de Jessua y André Ruellan y un reparto encabezado por Gérard Depardieu, Victor Lanoux, Nicole Calfan y Fanny Ardant. Los vecinos de un barrio intentan defenderse de los delincuentes adiestrando perros para el ataque tarea de la que se encarga Morel (Depardieu) un inquietante y turbio personaje. Tras ser violada por un desconocido, Elisabeth (Calfan) decide adoptar un perro y adiestrarlo para que obedezca sus órdenes de ataque. Sin embargo el doctor Henri Ferret (Lanoux), un médico recién instalado en el barrio, se opondrá a este sistema de violencia generalizada.
La comedia negra de ciencia ficción Paradis pour tous (1982), nuevamente con guion de Jessua y André Ruella, está interpretada por Patrick Dewaere (en el que sería su último papel, ya que se suicidó durante el montaje de la película), Jacques Dutronc y Fanny Cottençon. El doctor Valois ha inventado el "flashage", una cura para las personas deprimidas que tras ser probada con éxito en monos se prueba con un primer paciente humano, Alain Durieux. Los resultados son exitosos y todo el mundo está contento con la terapia a excepción de la esposa de Alain, Jeanne, quien está preocupada por los cambios en la personalidad de su marido. Sin embargo al tiempo se descubre que los monos están cambiando y la terapia resulta tener graves efectos secundarios. Cuando Valois se percata de que no puede detenerlos el proceso decide "flashearse" a sí mismo.
Frankenstein 1990 (1984), una revisión del monstruo de Frankenstein en clave de comedia de terror sería su siguiente proyecto. Interpretada por Eddy Mitchell, quien obtuviera el premio a mejor intérprete en Fantasporto 1985, y Jean Rochefort en sus papeles principales adapta a la contemporaneidad la historia de Víctor Frankenstein. Genio de la cibernética Frankenstein decide construir un monstruo con una notable falta de sentido estético pero dotándolo de grandes microprocesadores. El monstruo encuentra la vida bastante solitaria hasta que ve a la amante de su creador y se enamora. Mientras tanto el médico ha creado una mujer, a partir de partes de bailarines de gogó asesinadas, y se enamora de su creación.
En toute innocence (1988), interpretada por Michel Serrault, Nathalie Baye y François Dunoyer, es un thriller psicológico basada en la novela homónima escrita por André Lay. Cuando Catherine es sorprendida con su amante por su suegro Paul el padre decide no decirle nada a su hijo Thomas sobre el incidente. Poco tiempo después sufre un accidente de tráfico y, tras salir del hospital, regresa a su casa en una silla de ruedas sin capacidad para poder hablar. Víctima de un sentimiento de culpa Catherine no quiere que su marido sepa que le fue infiel. Presa del pánico la mujer decide buscar una forma de eliminar a su suegro. 
La última de las películas dirigidas por Jessua fue Les couleurs du diable (1997). Revisión del mito de Fausto creado por Johann Wolfgang von Goethe es la adaptación de la novela Le témoin privilégié escrita por Giles Blunt. Interpretada en sus roles principales por Ruggero Raimondi, Wadeck Stanczak e Isabelle Pasco la trama se centra en Nicolás un joven pintor que en sus obras plasma duras escenas de la vida de la ciudad como violaciones, atracos, asesinatos y una violencia que, pese a todo, nunca ha vivido personalmente. Una noche conoce a André Bellisle, un extraño personaje, quien le propone un pacto para convertirlo en un artista famoso pero, tras aceptarlo, Nicolás descubrirá que se desencadenan una serie de suicidios, accidentes y asesinatos sangrientos ya predichos por Bellische. Sin embargo la recepción comercial de la cinta no fue exitosa, convirtiéndose en una experiencia frustrante para Jessua quien sintió que no tenía el presupuesto que necesitaba para aprovechar al máximo el material. Tras su fracaso, abandonó la realización de películas.
Tras decidir retirarse de la producción y dirección de películas Alain Jessua se reconvirtió en escritor llegando a publicar entre 1999 y 2011 seis novelas en las editoriales JC Lattès, du Rocher y Léo Scheer: Crèvecœur (1999), Ce sourire-là (2003), Bref séjour parmi les homes (2006), La Vie a l'envers (2007), Un jardin au paradis (2008) y Petit Ange (2011).
En los últimos años de su vida Alain Jessua fue habitualmente objeto de homenajes y de retrospectivas. Su primer cortometraje Léon la lune fue proyectado en el MOMA de Nueva York, y Martin Scorsese afirmó que La Vie a l'envers fue una de las películas que le han marcado. Jean Tulard, en su "Diccionario del Cine", escribe: «Rueda poco pero bien. Propone un cine donde aborda los problemas de nuestro tiempo y lanza gritos de auxilio.» 

## Filmografía
- 1956: Léon la lune (cortometraje)
- 1964: La Vie a l'envers
- 1967: Jeu de massacre
- 1973: Traitement de choc
- 1977: Armaguedon
- 1979: Les Chiens
- 1982: Paradis per tous
- 1984: Frankenstein 90
- 1988: En toute innocence
- 1997: Les Couleurs du diable

## Premios y distinciones
Festival Internacional de Cine de Cannes
| Año  | Categoría             | Película          | Resultado |
| ---- | --------------------- | ----------------- | --------- |
| 1964 | Mejor ópera prima     | La vie à l'envers | Ganador   |
| 1967 | Premio al mejor guion | J'eu de massacre  | Ganador   |

Festival Internacional de Cine de Venecia
| Año  | Categoría         | Película          | Resultado |
| ---- | ----------------- | ----------------- | --------- |
| 1964 | Mejor ópera prima | La vie à l'envers | Ganador   |

## Novelas
- 1999: Crèvecœur (ed. JC Lattès)
- 2003: Ce sourire-là (ed. JC Lattès)
- 2006: Bref séjour parmi les homes (ed. du Rocher)
- 2007: La Vie a l'envers (ed. Léo Scheer)
- 2008: Un jardin au paradis (ed. Léo Scheer)
- 2011: Petit Ange (ed. Léo Scheer)